# Колибари
Колибари (мкд. Колибари) су насеље у Северној Македонији, у западном делу државе. Длапкин Дол припадају општини Кичево.

## Географија
Насеље Колибари је смештено у западном делу Северне Македоније. Од најближег већег града, Кичева, насеље је удаљено 10 km северно.
Колибари се налазе у историјској области Кичевија, око града Кичева. Село се сместило у средишњем делу Кичевског поља, док се на западу издиже планина Бистра. Поред насеља протиче Голема река. Надморска висина насеља је приближно 670 метара.
Клима у насељу, и поред знатне надморске висине, има жупне одлике, па је пре умерено континентална него планинска.

## Становништво
Колибари су према последњем попису из 2002. године имали 747 становника.
Већинско становништво у насељу чине Албанци (99%).
Претежна вероисповест месног становништва је ислам.